# Girls Planet 999
Girls Planet 999 (en coréen : 걸스플래닛999) est une émission de télé-réalité musicale sud-coréenne diffusé sur Mnet en 2021. Le groupe issu de cette émission s'appelle Kep1er.

## ProjetGirls Planet 999
Girls Planet 999 est un projet à grande échelle dont l'objectif est le lancement d'un nouveau groupe féminin de 9 membres composé de stagiaires et d'idoles venues de Chine, du Japon et de Corée du Sud. Sur les 13 000 personnes ayant auditionné entre janvier et février 2021, seulement 99 ont été retenues pour participer à l'émission avec un nombre égal de participantes venant des trois pays.
L'émission basée sur les thèmes et l'esthétique de l'espace montrera l'évolution des 99 participantes se réunissant sur Girls Planet afin de réaliser leur rêve de devenir idole. Les « Masters » sont l'organe du conseil qui discute et décide de tout au sein de Girls Planet. UNIVERSE, la nouvelle plateforme de NCSoft, servira d'interface pour relier les fans du monde entier aux participantes. C’est par cette plateforme que se déroule les votes servant à classer et éliminer les participantes. Ces votes sont ouverts à l’international et les résultats représentent un total de 50 % des voix de Corée et 50 % de celles des autres pays.

## Membres de l'émission
Liste des artistes membres de l'émission :
- Planet Master : Yeo Jin-goo
- K-Pop Masters : Sunmi et Tiffany Young
- Dance Masters : Back Koo-young et Jang Ju-hee
- Vocal Masters : Lim Han-byul et Jo Ayoung
- Rap Master : Woo Won-jae (épisodes 6 et 7)

## Participantes
Le profil des 99 participantes a commencé à être officiellement dévoilé le 17 juillet 2021,.
Clés de couleurs
| 99 Participantes                    | 99 Participantes                   | 99 Participantes               | 99 Participantes               | 99 Participantes          |
| K-Group ( Corée du Sud)             | K-Group ( Corée du Sud)            | K-Group ( Corée du Sud)        | K-Group ( Corée du Sud)        | K-Group ( Corée du Sud)   |
| ----------------------------------- | ---------------------------------- | ------------------------------ | ------------------------------ | ------------------------- |
| Kim Chaehyun (김채현)               | Huening Bahiyyih (휴닝바히에)      | Choi Yujin (최유진)            | Kim Dayeon (김다연)            | Seo Youngeun (서영은)     |
| Kang Yeseo (강예서)                 | Kim Suyeon (김수연)                | Guinn Myah (귄마야)            | Kim Bora (김보라)              | Kim Doah (김도아)         |
| Yoon Jia (윤지아)                   | Jeong Jiyoon (정지윤)              | An Jeongmin (안정민)           | Lee Hyewon (이혜원)            | Kim Hyerim (김혜림)       |
| Huh Jiwon (허지원)                  | Choi Yeyoung (최예영)              | Lee Chaeyun (이채윤)           | Kim Sein (김세인)              | You Dayeon (유다연)       |
| Lee Yeongyung (이연경)              | Sim Seungeun (심승은)              | Joung Min (정민)               | Lee Sunwoo (이선우)            | Kim Yeeun (김예은)        |
| Lee Yunji (이윤지)                  | Lee Rayeon (이나연)                | Suh Jimin (서지민)             | Ryu Sion (류시온)              | Choi Hyerin (최혜린)      |
| Kim Yubin (김유빈)                  | Han Dana (한다나)                  | Cho Haeun (조하은)             |                                |                           |
| C-Group ( Chine, Taïwan, Hong Kong) |                                    |                                |                                |                           |
| Shen Xiao Ting (沈小婷)             | Fu Ya Ning (符雅凝)                | Su Rui Qi (苏芮琪)             | Wenzhe (文哲)                  | Huang Xing Qiao (黄星侨)  |
| Chen Hsin Wei (陳昕葳)              | Zhou Xin Yu (周心语)               | Cai Bing (蔡冰)                | Xu Zi Yin (徐紫茵)             | Liang Jiao (梁娇)         |
| Li Yiman (李伊蔓)                   | Yang Zi Ge (杨梓格)                | Wang Ya Le (王雅乐)            | Zhang Luo Fei (张洛菲)         | Hsu Nien Tzu (許念慈)     |
| Chiayi (家儀)                       | Wu Tammy (吴甜蜜)                  | Leung Cheuk Ying (梁卓瀅)      | Xu Ruo Wei (徐若惟)            | Ma Yu Ling (马玉灵)       |
| Xia Yan (夏研)                      | Chien Tzu Ling (簡紫翎)            | Liang Qiao (梁乔)              | Poon Wing Chi (潘穎芝)         | Liu Shi Qi (刘诗琦)       |
| Gu Yi Zhou (顾逸舟)                 | Cui Wen Mei Xiu (崔文美秀)         | Wang Qiu Ru (王秋茹)           | Chang Ching (張競)             | Liu Yu Han (刘钰涵)       |
| Lin Shu Yun (林書蘊)                | Lin Chen Han (林辰涵)              | Ho Sze Ching (何思澄)          |                                |                           |
| J-Group ( Japon)                    |                                    |                                |                                |                           |
| Hikaru Ezaki (江崎 ひかる)          | Mashiro Sakamoto (坂本 舞白)       | Yurina Kawaguchi (川口 ゆりな) | Shana Nonaka (野仲 紗奈)       | Ruan Ikema (池間 琉杏)    |
| Manami Nagai (永井 愛実)            | Ririka Kishida (岸田 莉里花)       | May (メイ)                     | Kotone Kamimoto (嘉味元 琴音)  | Reina Kubo (久保 玲奈)    |
| Miu Sakurai (櫻井 美羽)             | Ayana Kuwahara (桑原 彩菜)         | Moana Yamauchi (山内 若杏名)   | Shihona Sakamoto (坂本 志穂菜) | Risako Arai (新井 理沙子) |
| Moka Shima (島 望叶)                | Ayaka Fujimoto (藤本 彩花)         | Hana Hayase (早瀬 華)          | Momoko Okazaki (岡崎 百々子)   | Rei Kamikura (神藏 令)    |
| Sumomo Okuma (大熊 李)              | Vivienne Inaba (稲葉 ヴィヴィアン) | Rinka Ando (安藤 梨花)         | Fuko Hayashi (林 楓子)         | Nagomi Hiyajo (比屋定 和) |
| Yume Murakami (村上 結愛)           | Fuka Oki (沖 楓花)                 | Miyu Ito (伊藤 美優)           | Hina Terasaki (寺崎 日菜)      | Rinka Aratake (荒武 凛香) |
| Kyara Nakamura (中村 伽羅)          | Yuna Kitajima (北島 由菜)          | Miyu Kanno (菅野 美優)         |                                |                           |

## Résultats finaux
La finale s'est déroulée le 22 octobre 2021 et a été retransmise en direct. Yeo Jin-goo a annoncé le nom du groupe : Kep1er (coréen : 케플러), et le nom des 9 membres du groupe.
| # | Épisode 12 (Total des votes) | Épisode 12 (Total des votes) | Épisode 12 (Total des votes) |
| # | Nom                          | Votes                        | Groupe                       |
| - | ---------------------------- | ---------------------------- | ---------------------------- |
| 1 | Kim Chaehyun                 | 1 081 182                    | K-Group                      |
| 2 | Huening Bahiyyih             | 923 567                      | K-Group                      |
| 3 | Choi Yujin                   | 915 722                      | K-Group                      |
| 4 | Kim Dayeon                   | 885 286                      | K-Group                      |
| 5 | Seo Youngeun                 | 781 657                      | K-Group                      |
| 6 | Kang Yeseo                   | 770 561                      | K-Group                      |
| 7 | Hikaru Ezaki                 | 713 322                      | J-Group                      |
| 8 | Mashiro Sakamoto             | 708 149                      | J-Group                      |
| 9 | Shen Xiao Ting               | 700 663                      | C-Group                      |